# Акваторија
Акваторија (латински: aqua — акуа — „вода”, territorium — територијум — „подручје”) представља израз којим се означава водена површина неодређене величине, на океанима, морима, језерима и рекама.
У географској литератури акваторија се изједначава са целокупном површином неког хидрографског објекта, док се у политичкој географији акваторија неке земље или територије изјњдначава са њеним територијалним водама.